# Troides criton
Espèce
Statut CITES
Troides criton est une espèce de lépidoptères (papillons) de la famille des Papilionidae.

## Taxinomie
Troides criton  a été décrit par Cajetan Freiherr von Felder et Rudolf Felder en 1860 sous le nom initial d'Ornithoptera criton.

### Nom vernaculaire
Troides criton se nomme « Criton Birdwing » en anglais.

### Sous-espèces
- Troides criton criton présent au Sulawesi et dans les Moluques, Morotai, Ternate, Tidore, Halmahera, Kasiruta, Sali et Bacan.
- Troides criton critonides (Fruhstorfer, 1903) présent aux îles Obi dans les Moluques du Nord[1].

## Description
Troides criton est un papillon d'une grande envergure, entre 140 mm à 150 mm, aux ailes postérieures très légèrement festonnées.
Les mâles ont les ailes antérieures noires et les ailes postérieures jaune à veines et bordure noires.
Les femelles ont les ailes antérieures de couleur marron aux nervures soulignées de mordoré et les ailes postérieures jaune à veines et bordure marron.

## Biologie

### Plantes hôtes
Les plantes hôtes de sa chenille sont des aristoloches, dont Aristolochia griffithi,.

## Écologie et distribution
Troides criton est présent en Indonésie,  au Sulawesi et dans l'archipel des Moluques, Morotai, Ternate, Tidore, Halmahera, Kasiruta, Sali, Bacan, les îles Obi .

### Protection
Troides aeacus est protégé.